# Biserica „Sfântul Dumitru” din Hurezani

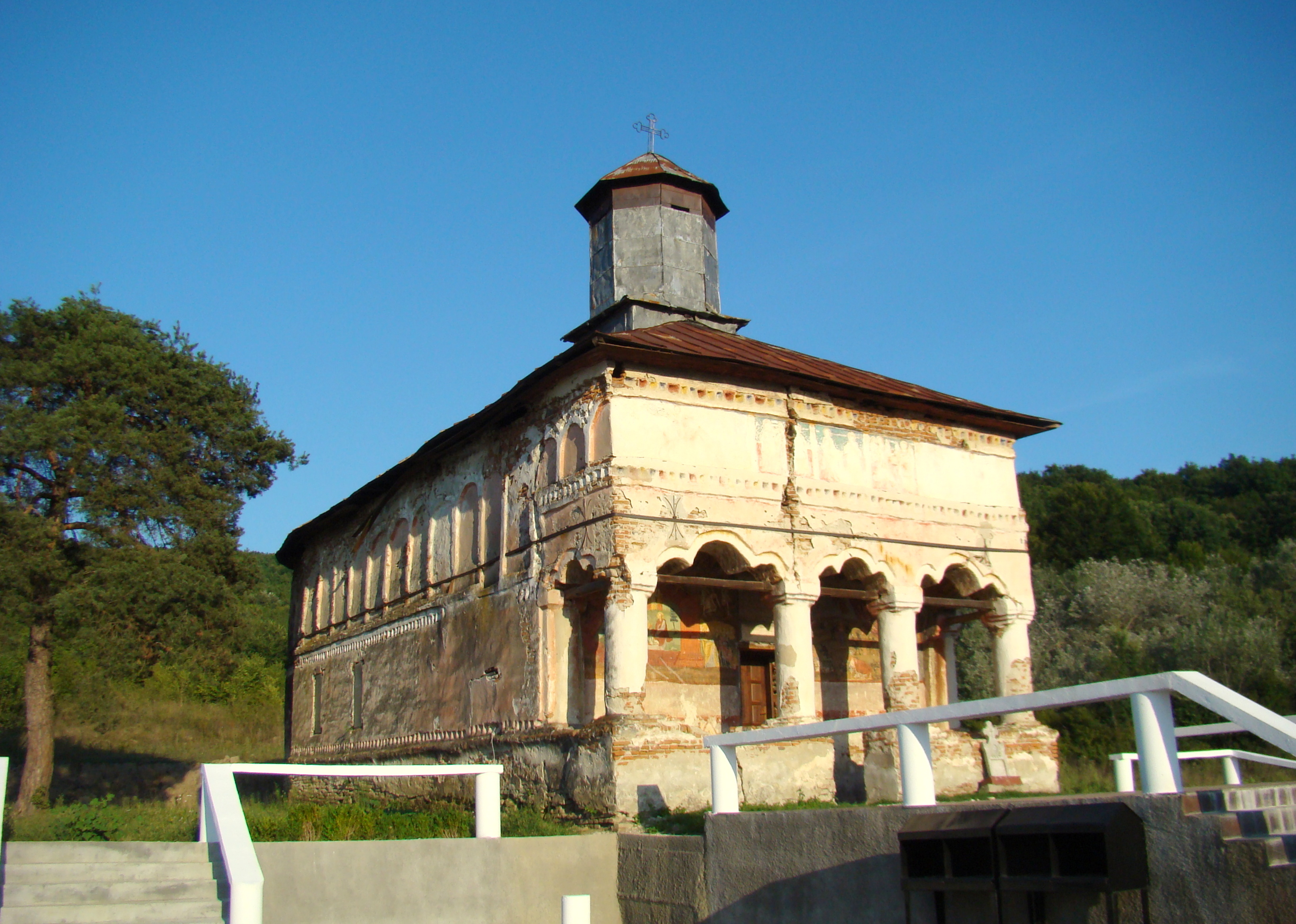
Biserica de zid cu hramurile „Sfântul Dumitru” și „Sfinții Împărați Constantin și Elena”, sat Hurezani; comuna Hurezani, judeţul Gorj, foto: august 2015.

Biserica de zid cu hramurile „Sfântul Dumitru” și „Sfinții Împărați Constantin și Elena” este un monument de arhitectură ecleziastică situat în partea de vest a satului Hurezani, pe malul stâng al râului Amaradia, în afara vetrei satului. Biserica se află pe noua listă a monumentelor istorice sub codul LMI:  GJ-II-m-B-09315.

## Istoric și trăsături
Anul începerii construcției este, probabil, 1842, anul terminării 1843 când s-a și pictat și sfințit. Biserica este construită în stil brâncovenesc, iar pisania menționează ca ctitori familia Hurezanu. Alți ctitori care au contribuit la ridicarea acestui sfânt lăcaș sunt enumerați în proscomidiar.
O lungă perioadă de timp, începând cu anul 1900, biserica a funcționat ca și capelă de cimitir. După anul 1970 biserica a fost abandonată, suferind o degradare accentuată. În urma demersurilor comunității locale, care a cerut Mitropoliei Olteniei înființarea unui așezământ monahal, ca urmare a ședinței Sinodului Mitropolitan al Mitropoliei Olteniei, din data de 19.03.2015, s-a hotărât, în baza art. 75, alin. 1 din Statutul pentru organizarea și funcționarea BOR, înființarea unui așezământ monahal cu rang de mănăstire, cu titulatura „Mănăstirea Sfinții Împărați Constantin și Elena” și „Sfântul Dumitru”- Hurezani. Stareț a fost numit părintele Ieromonah Roman Topolniceanu. 

## Imagini

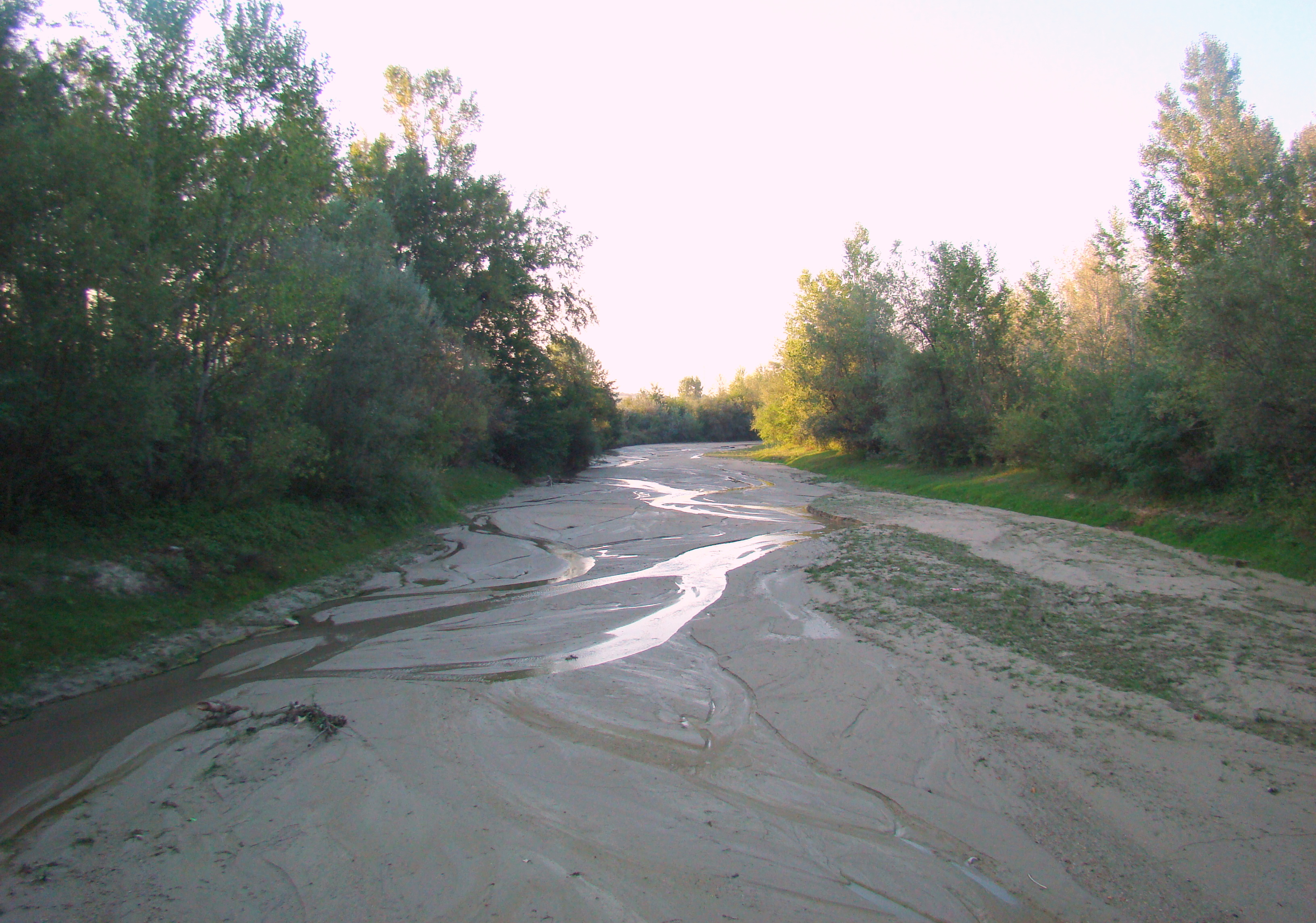
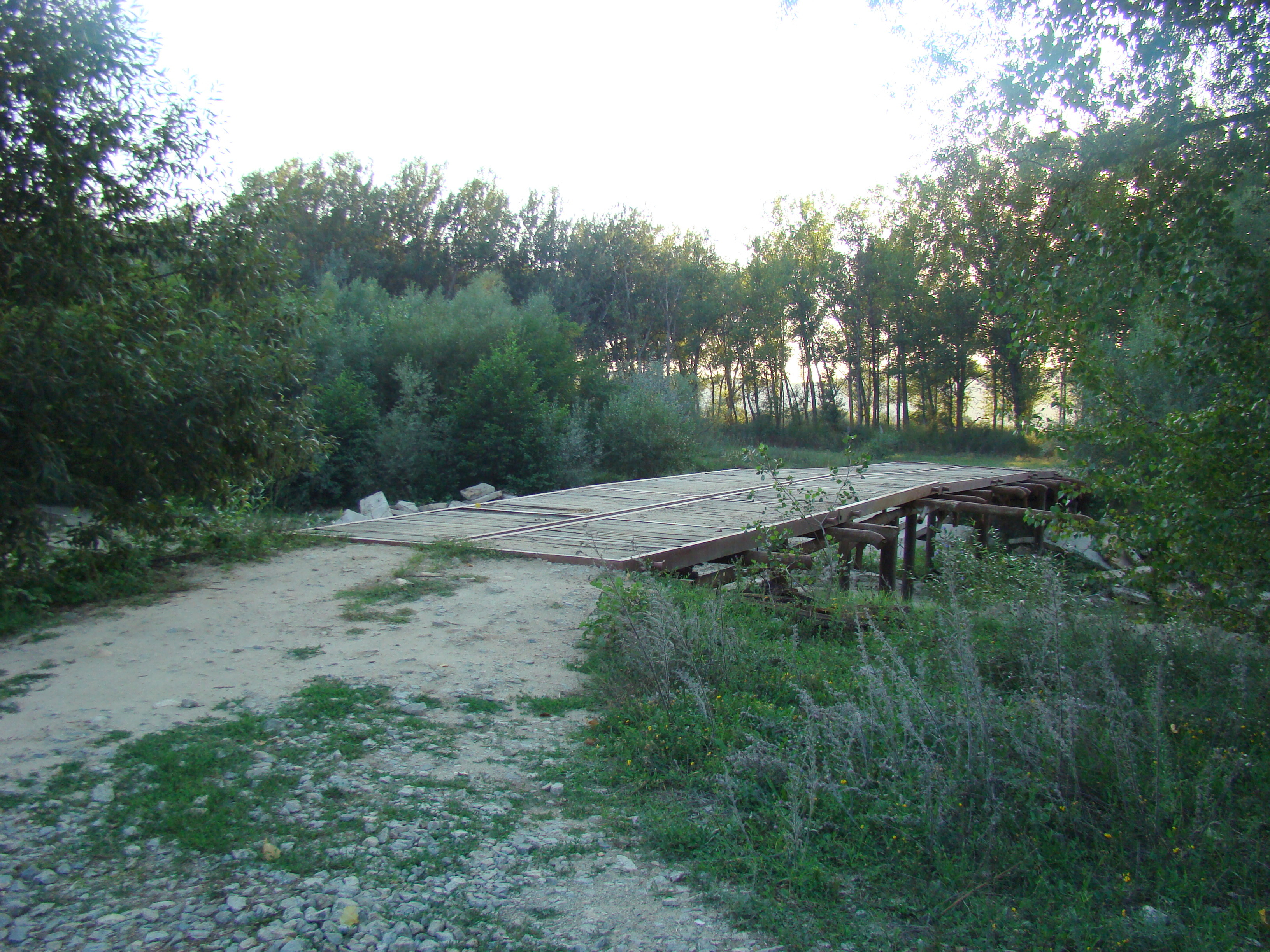
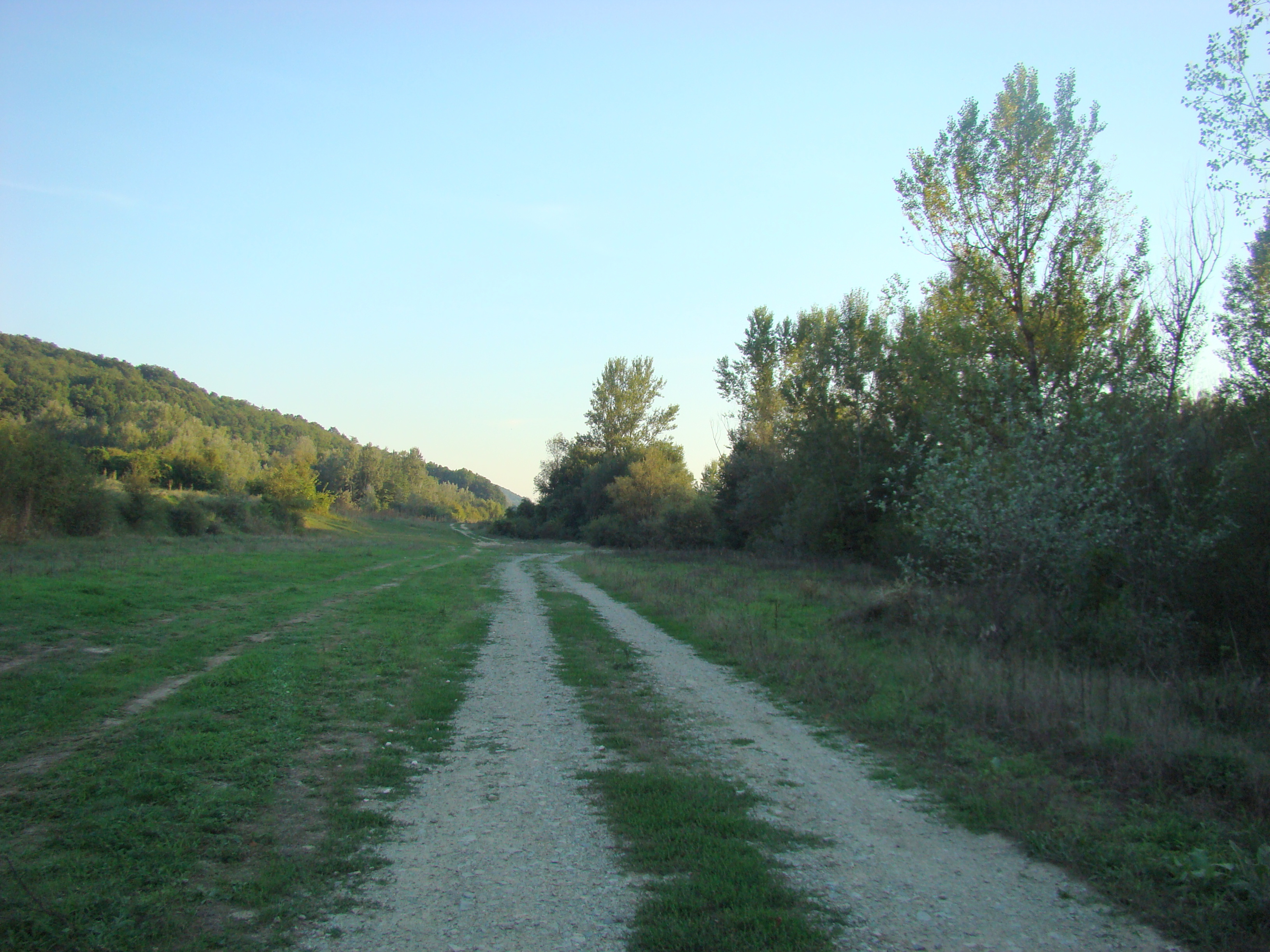
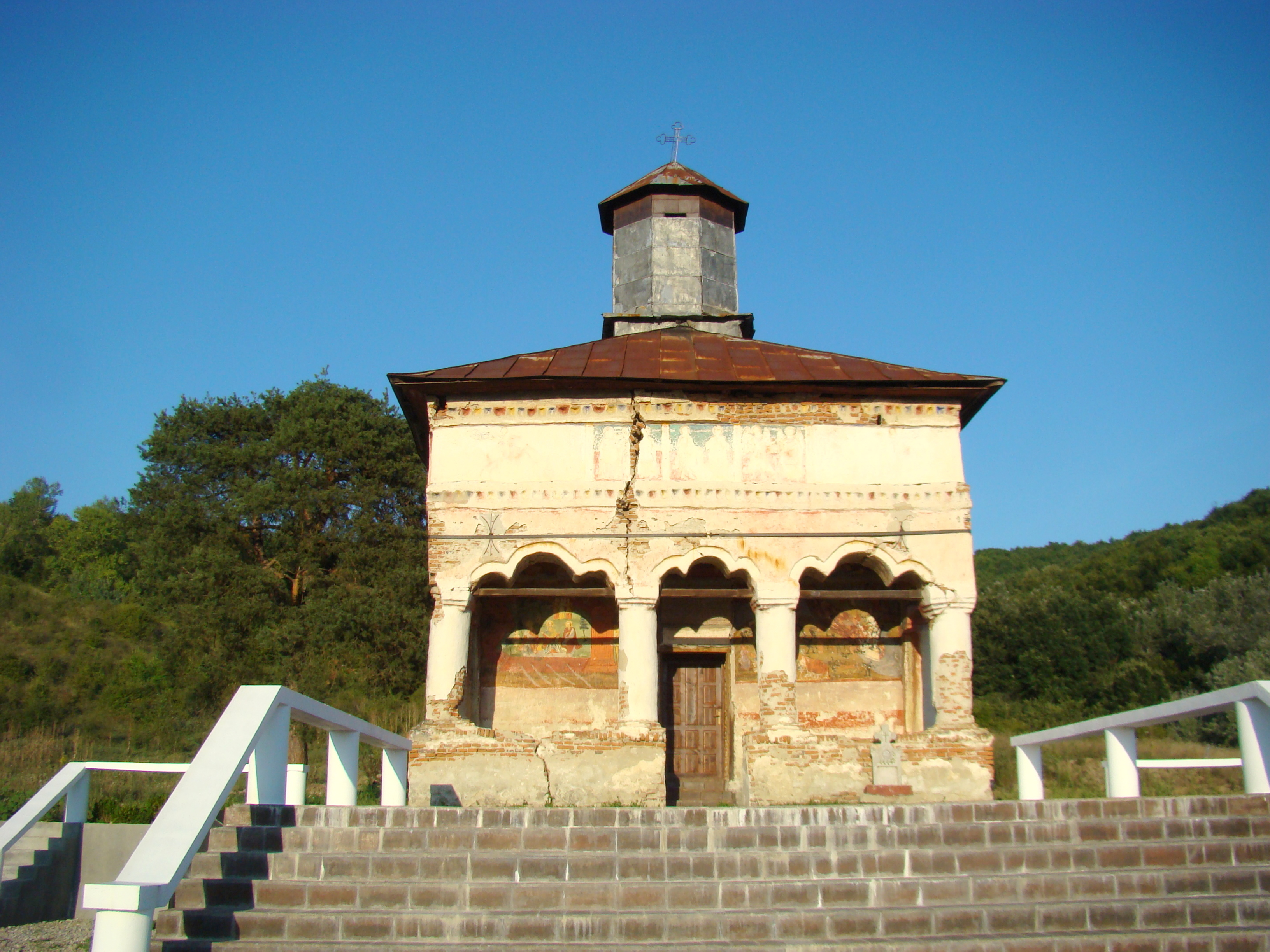
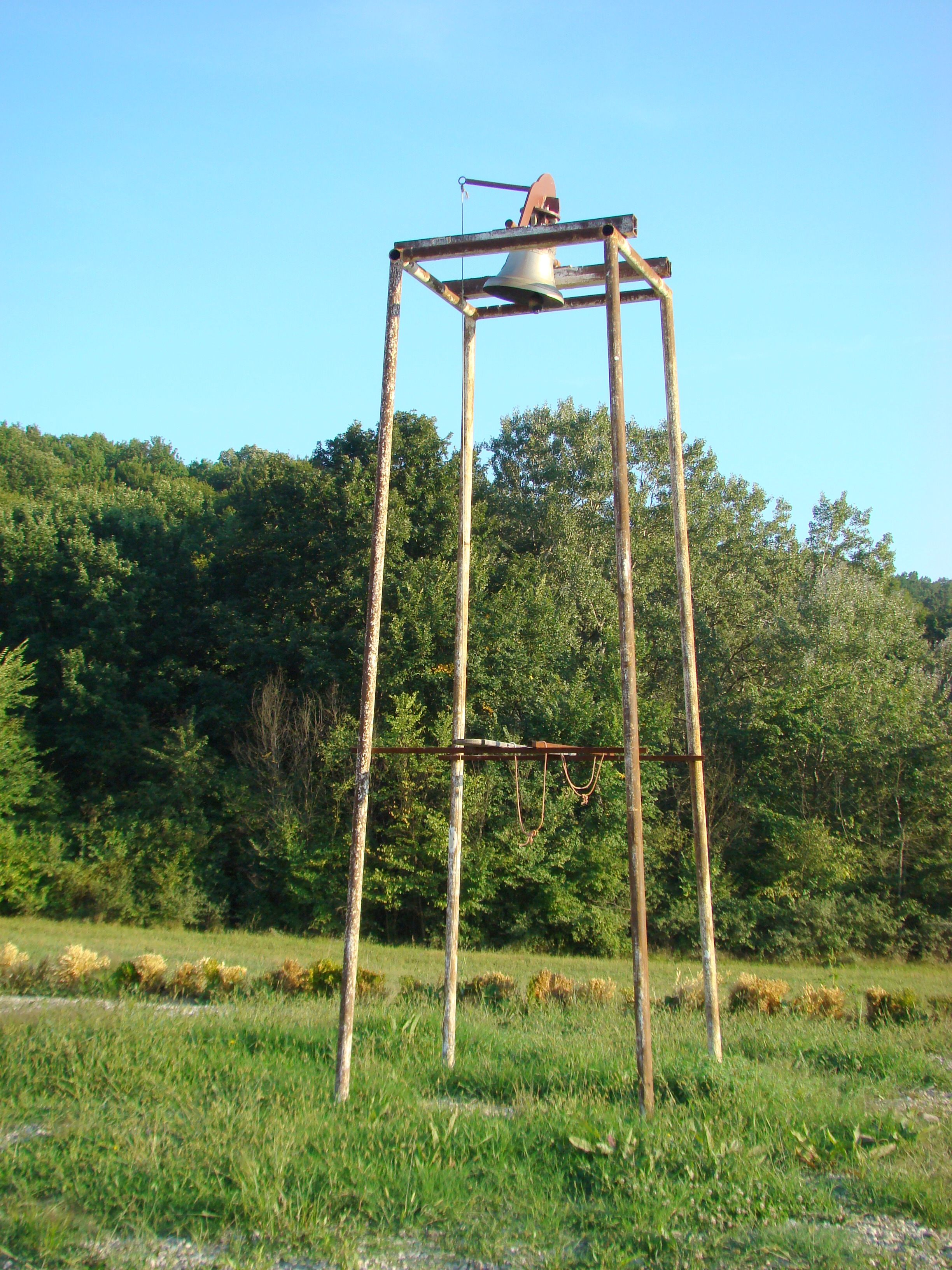
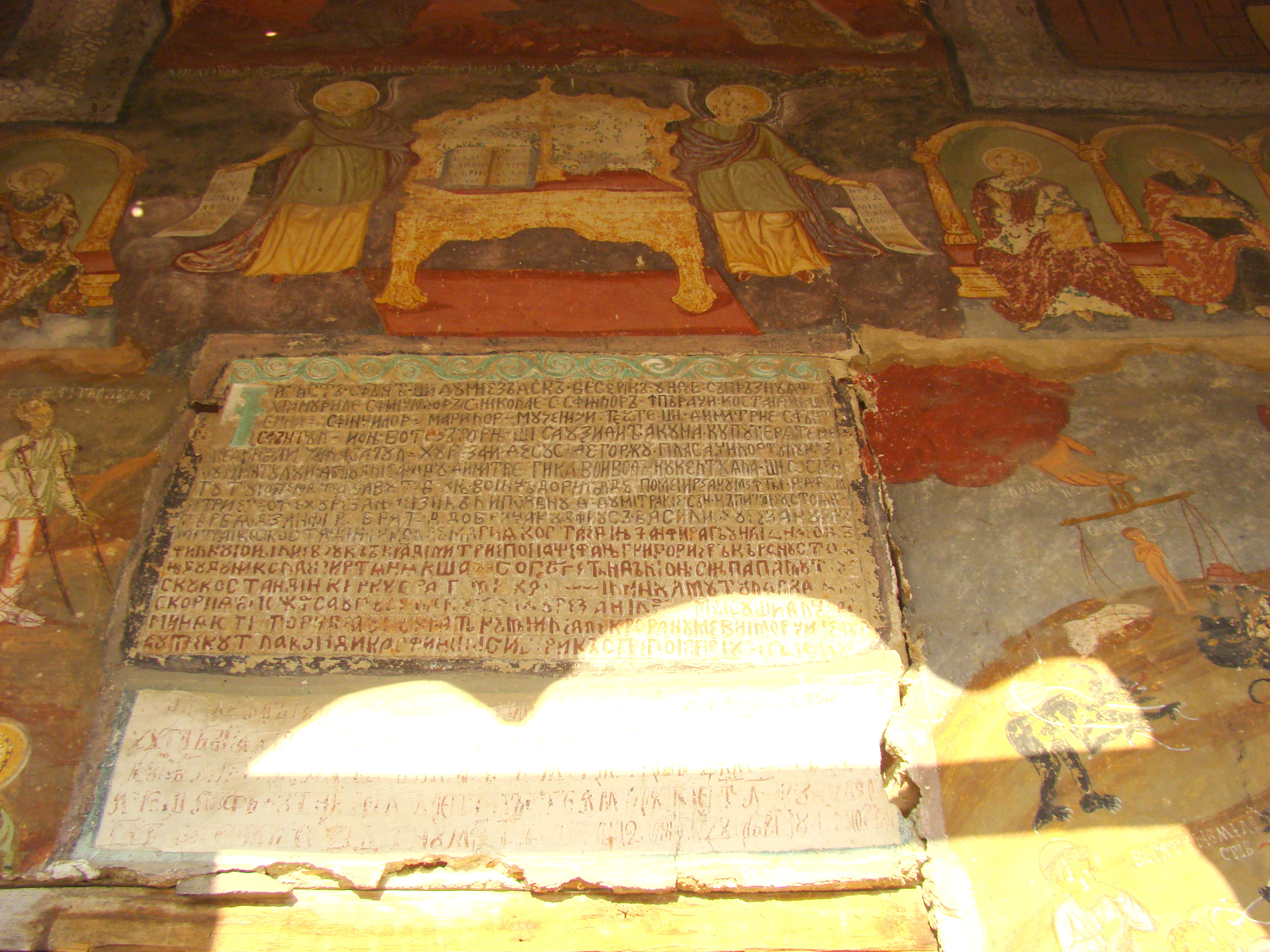
Pisania menţionează următorii ctitori: „Dimitrie Hurezanu zis si Lipoveanu, soţia sa, Chiriu Chir Zamfiriţa, mama sa, Chiriu Chir Aniţa şi pe Dimitrie Gârbea împreună cu soţia sa Maria şi Zamfir, la fel cu soţia sa Maria.”
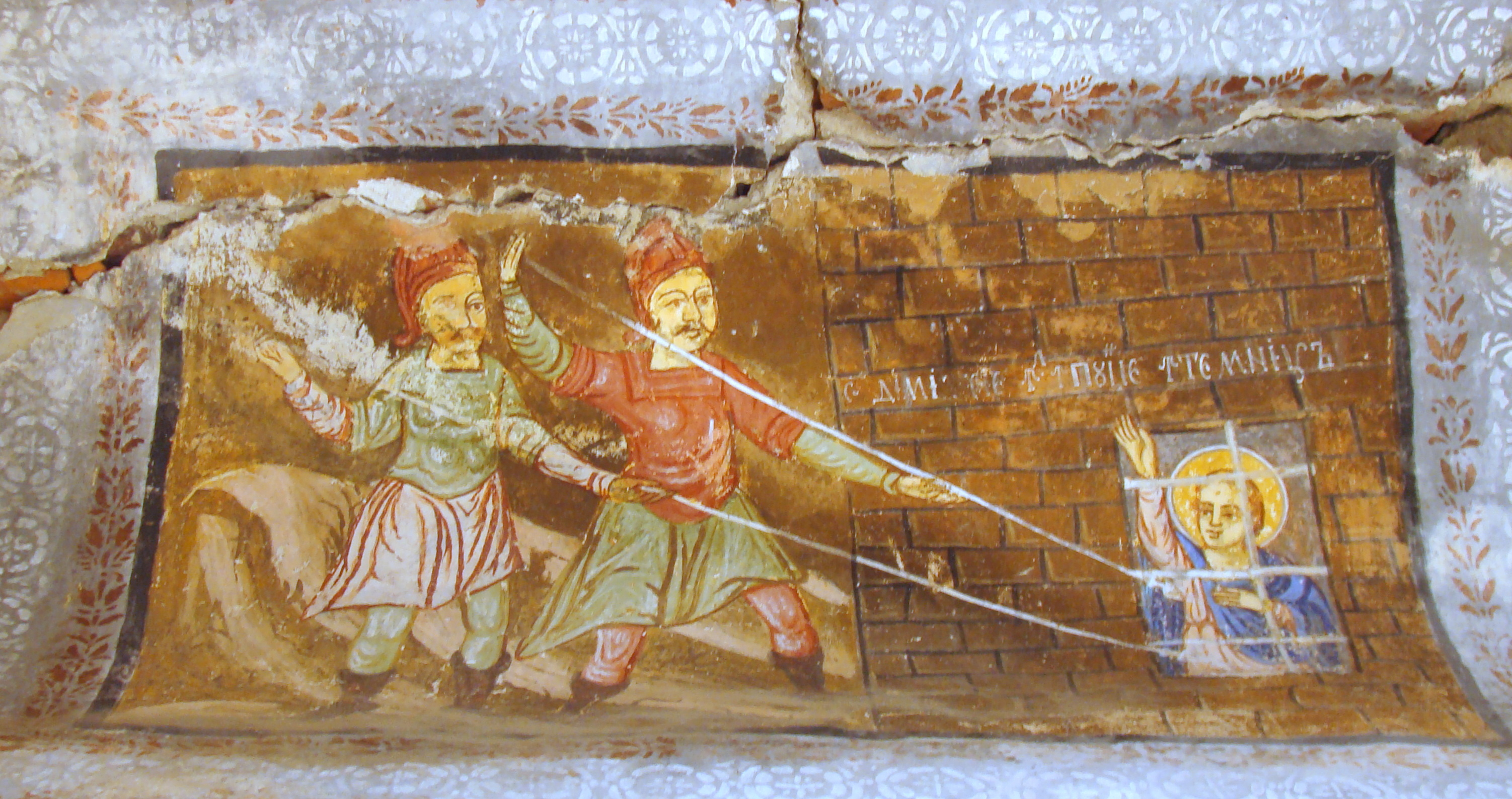
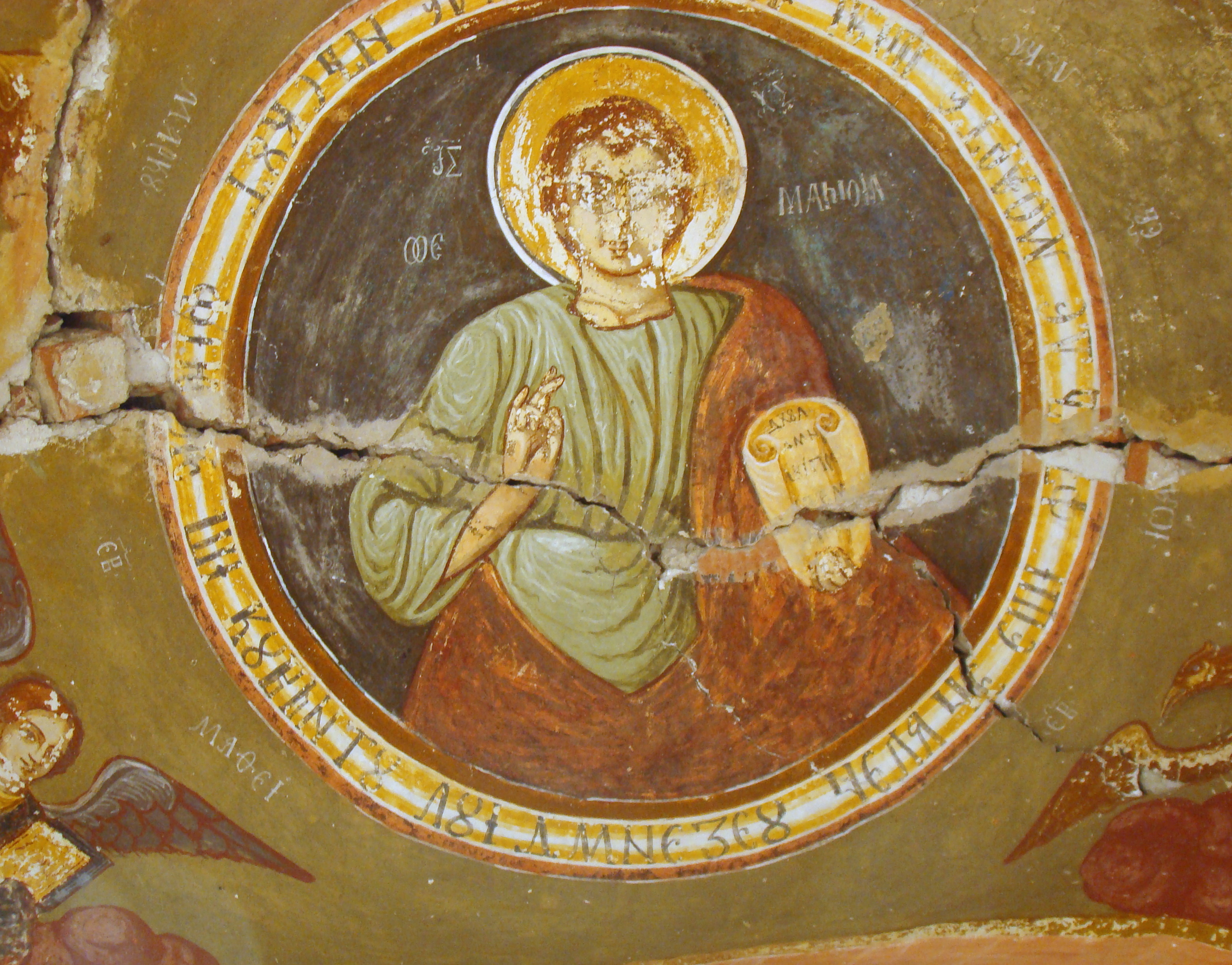
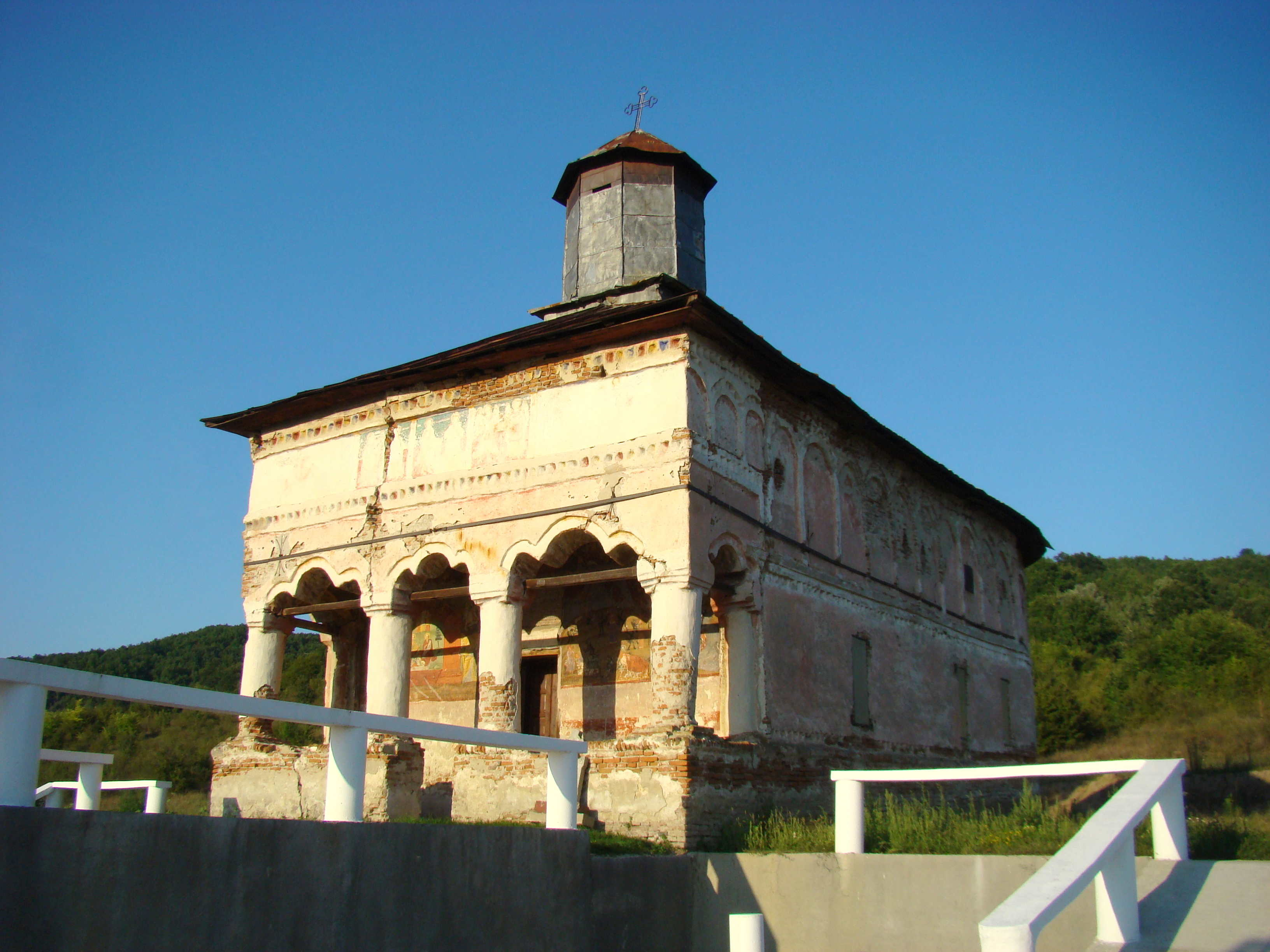
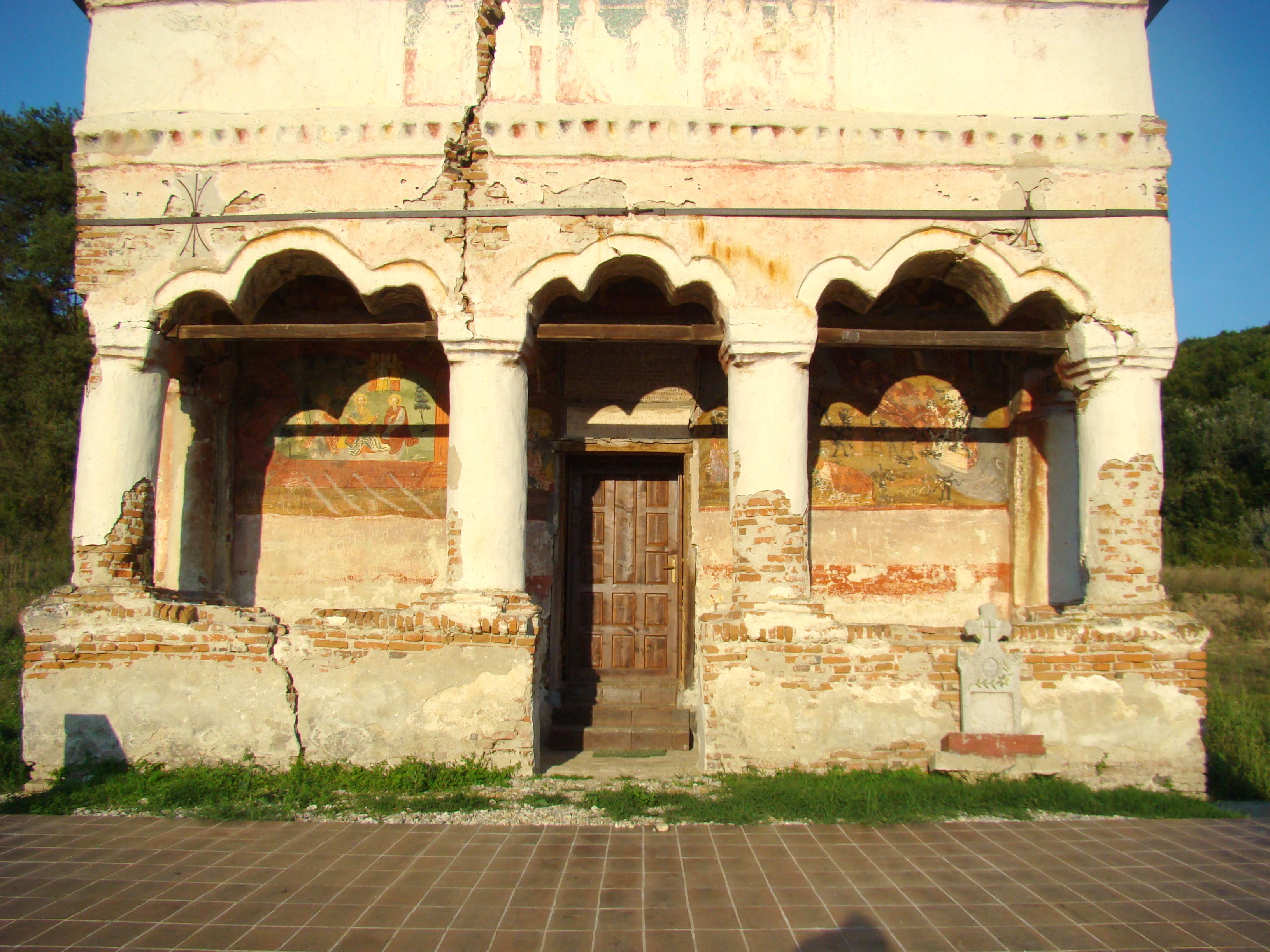
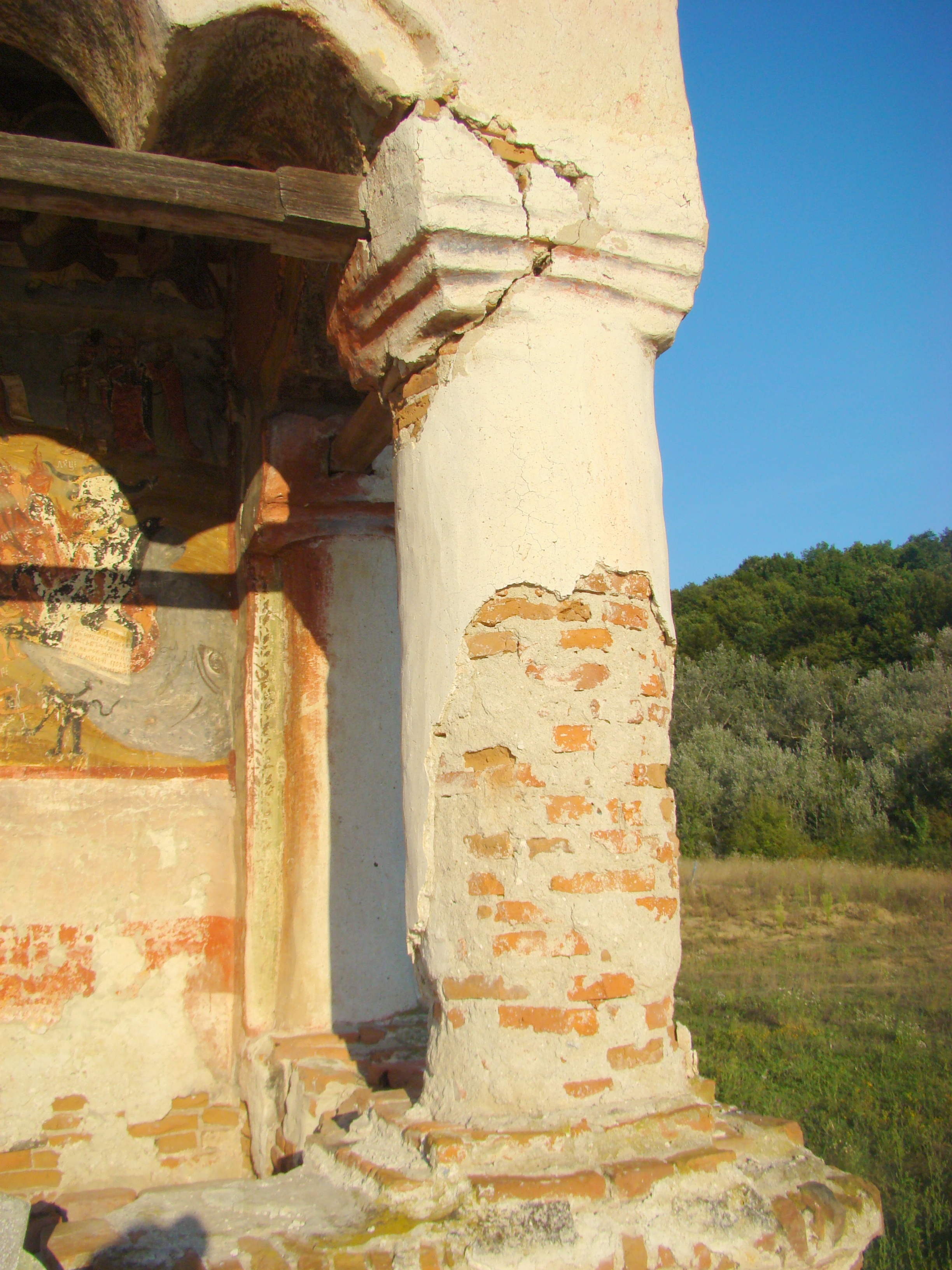
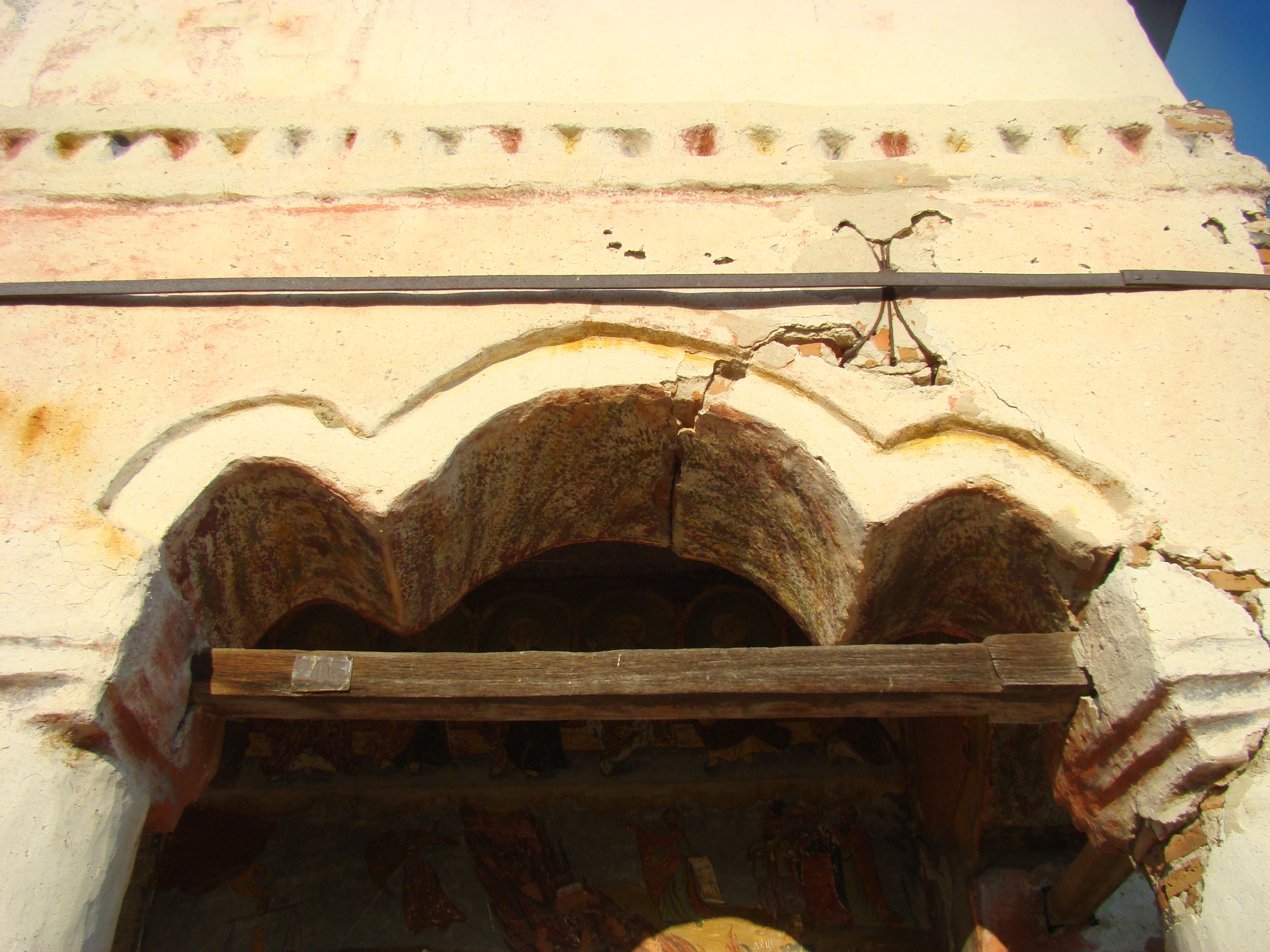
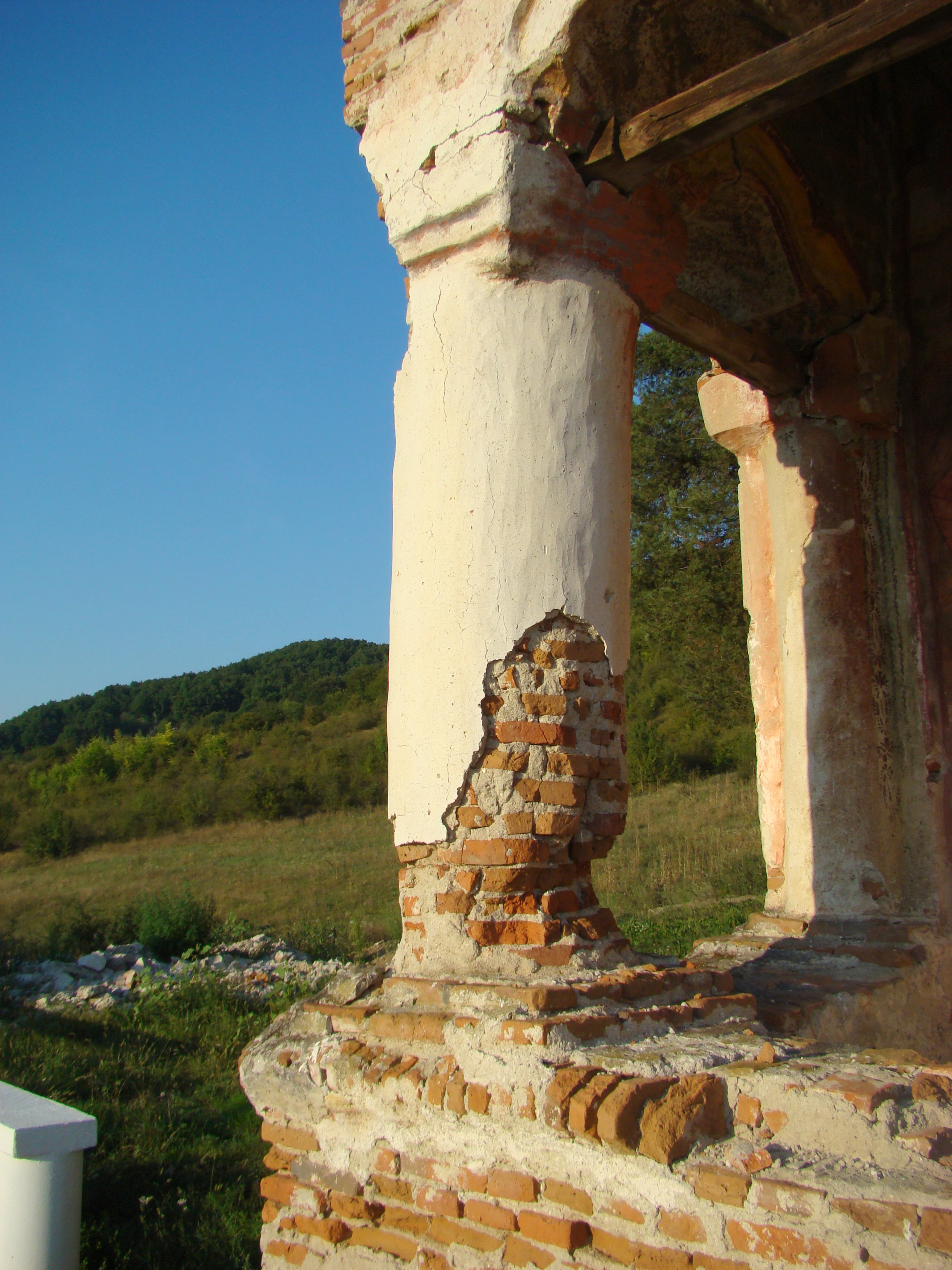
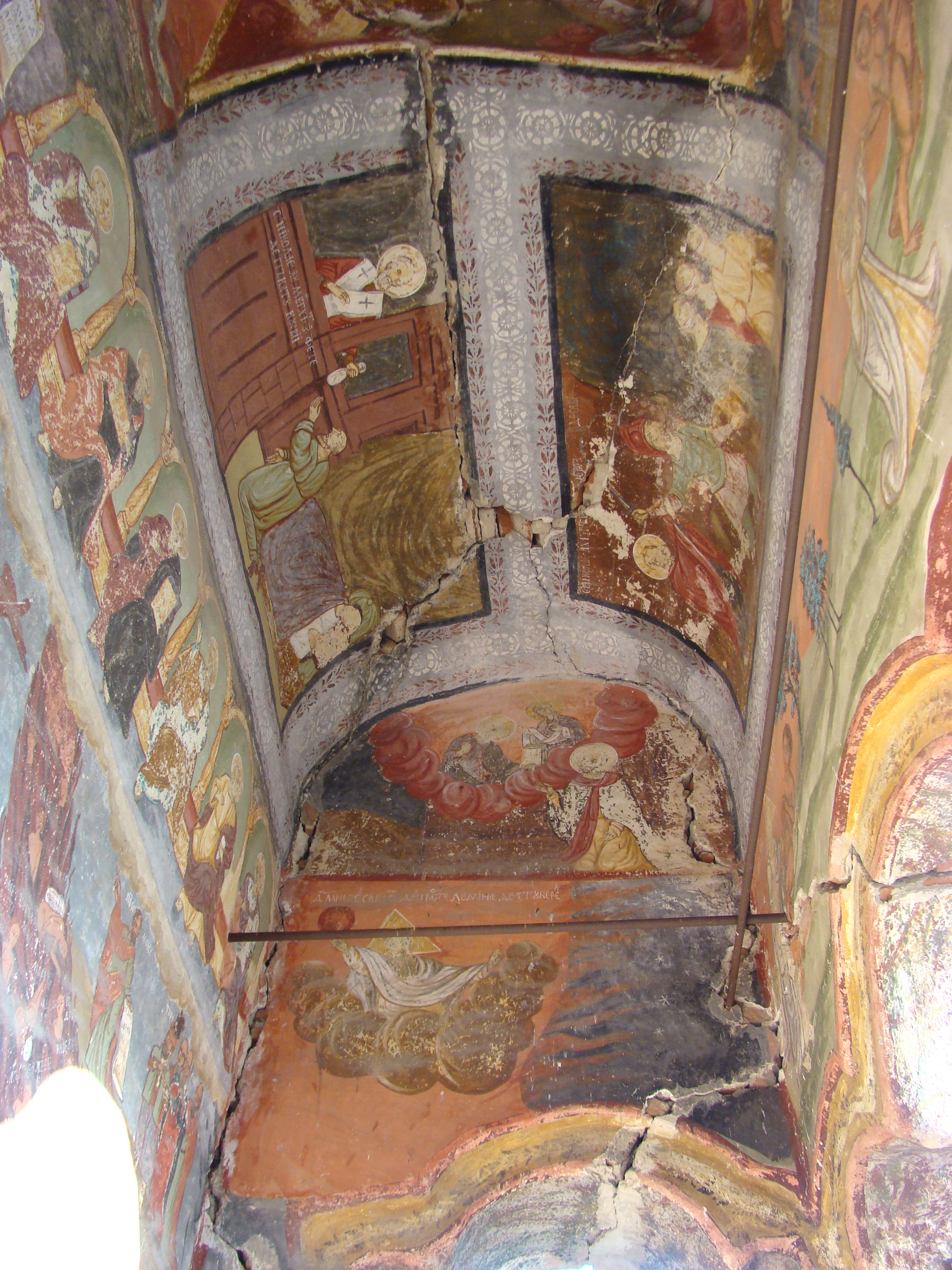
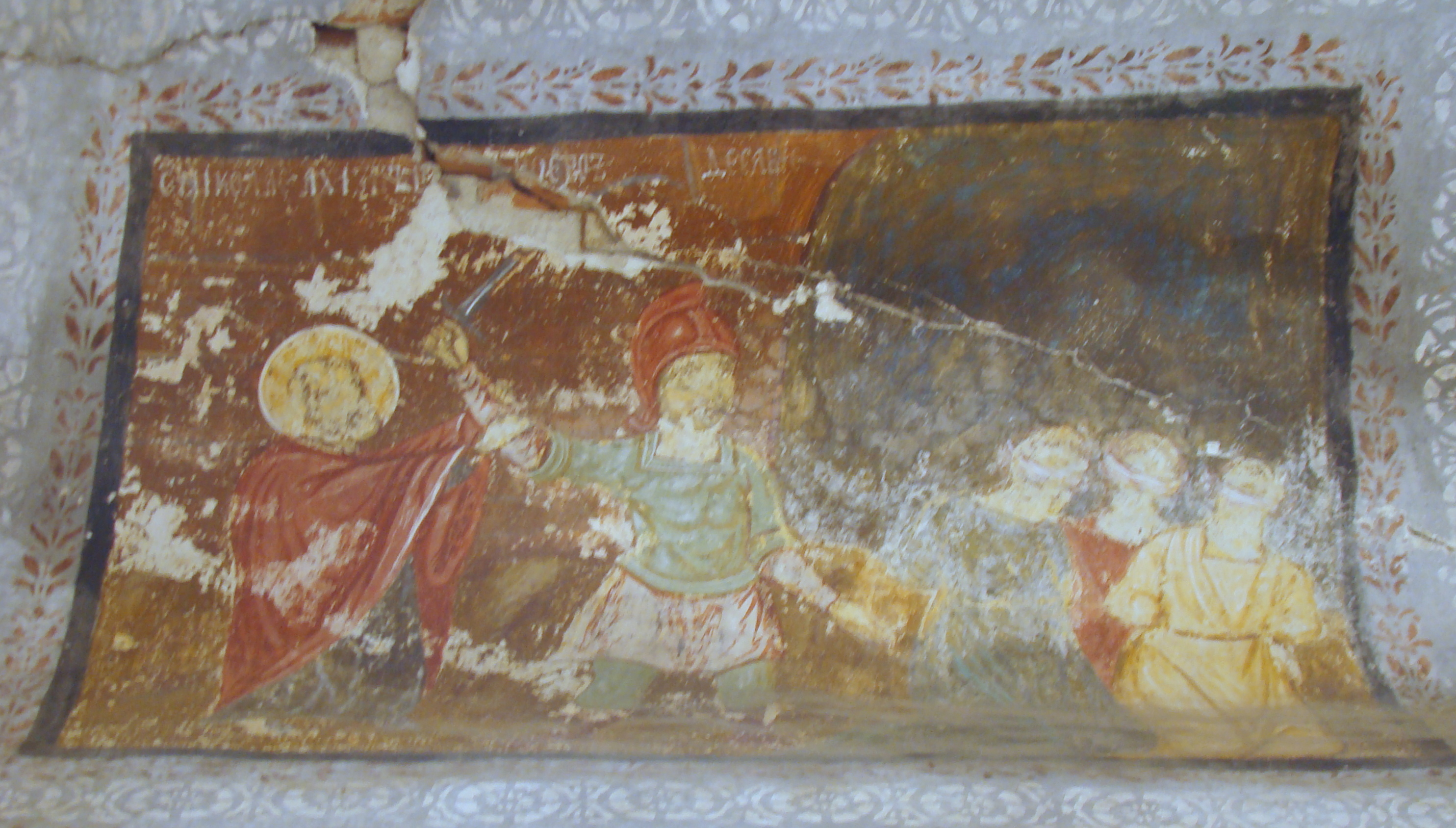
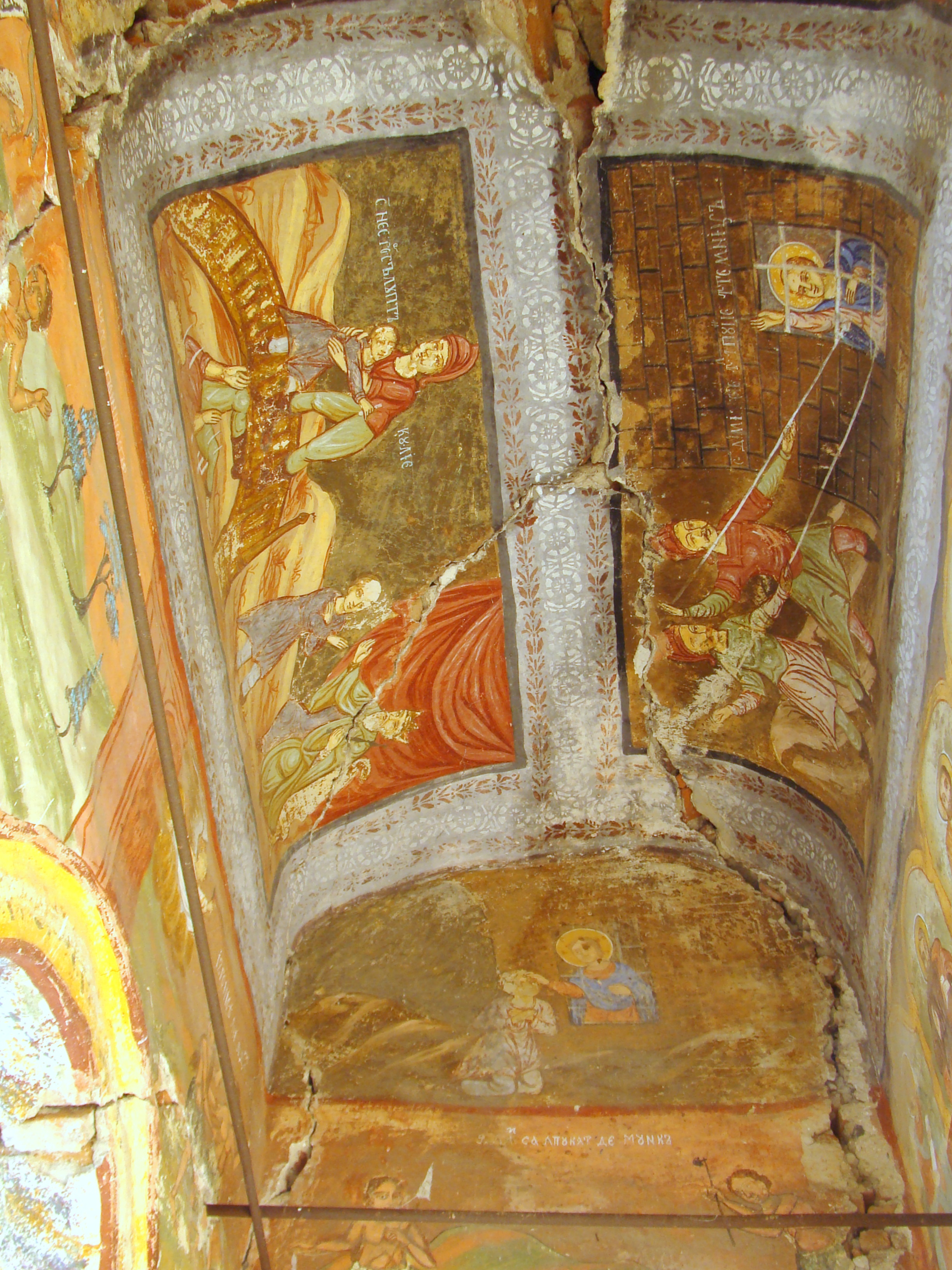
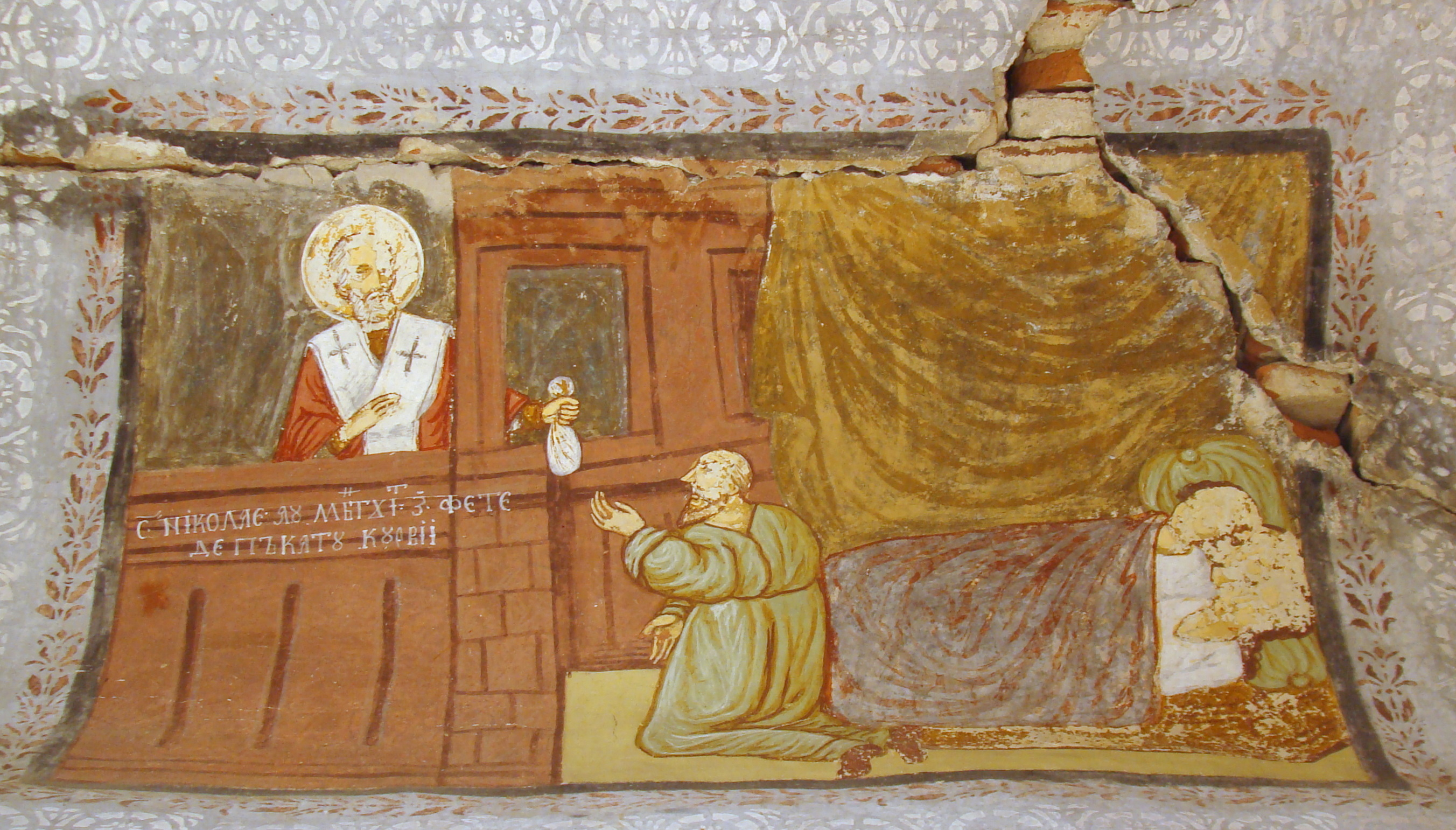
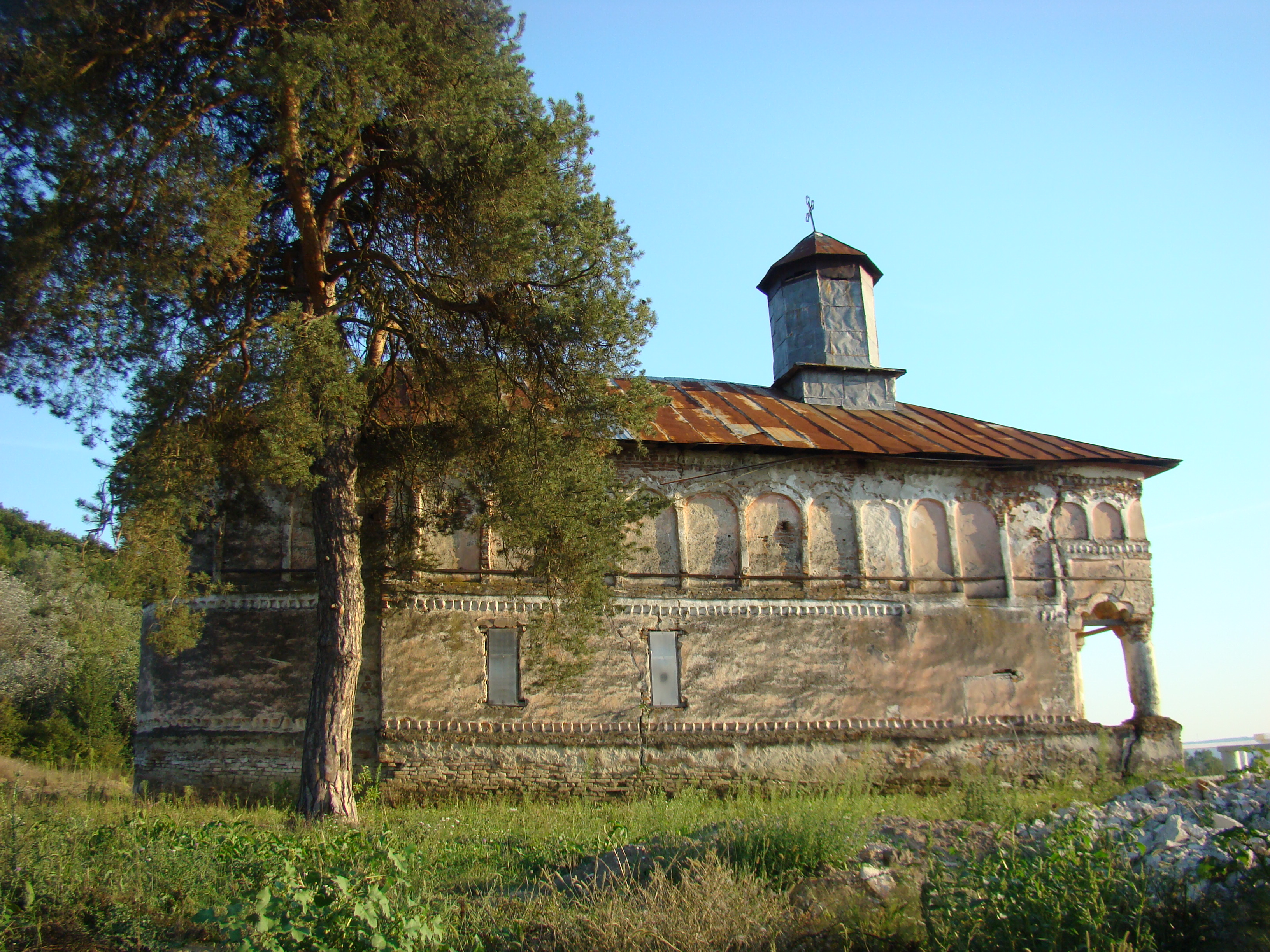
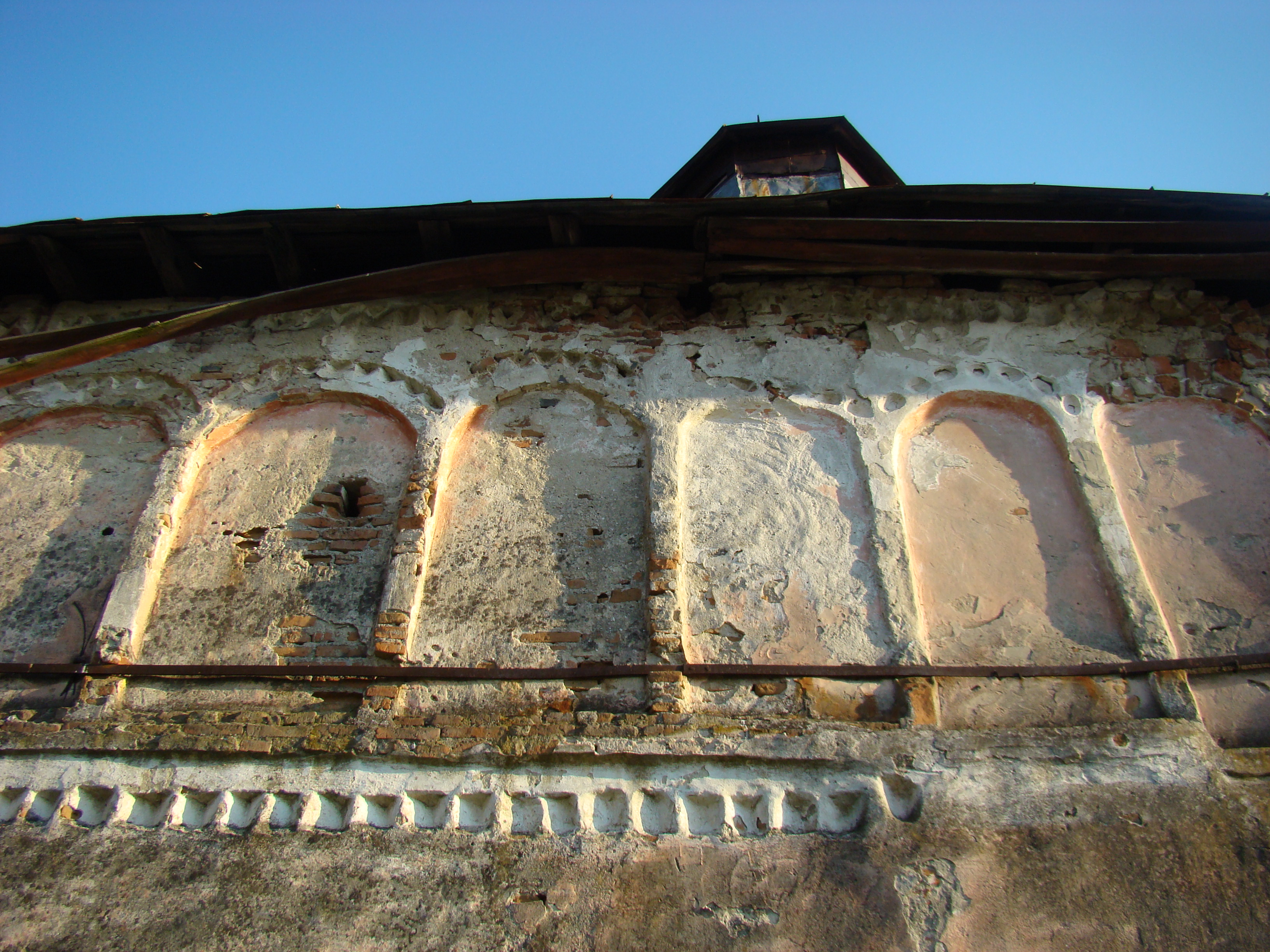
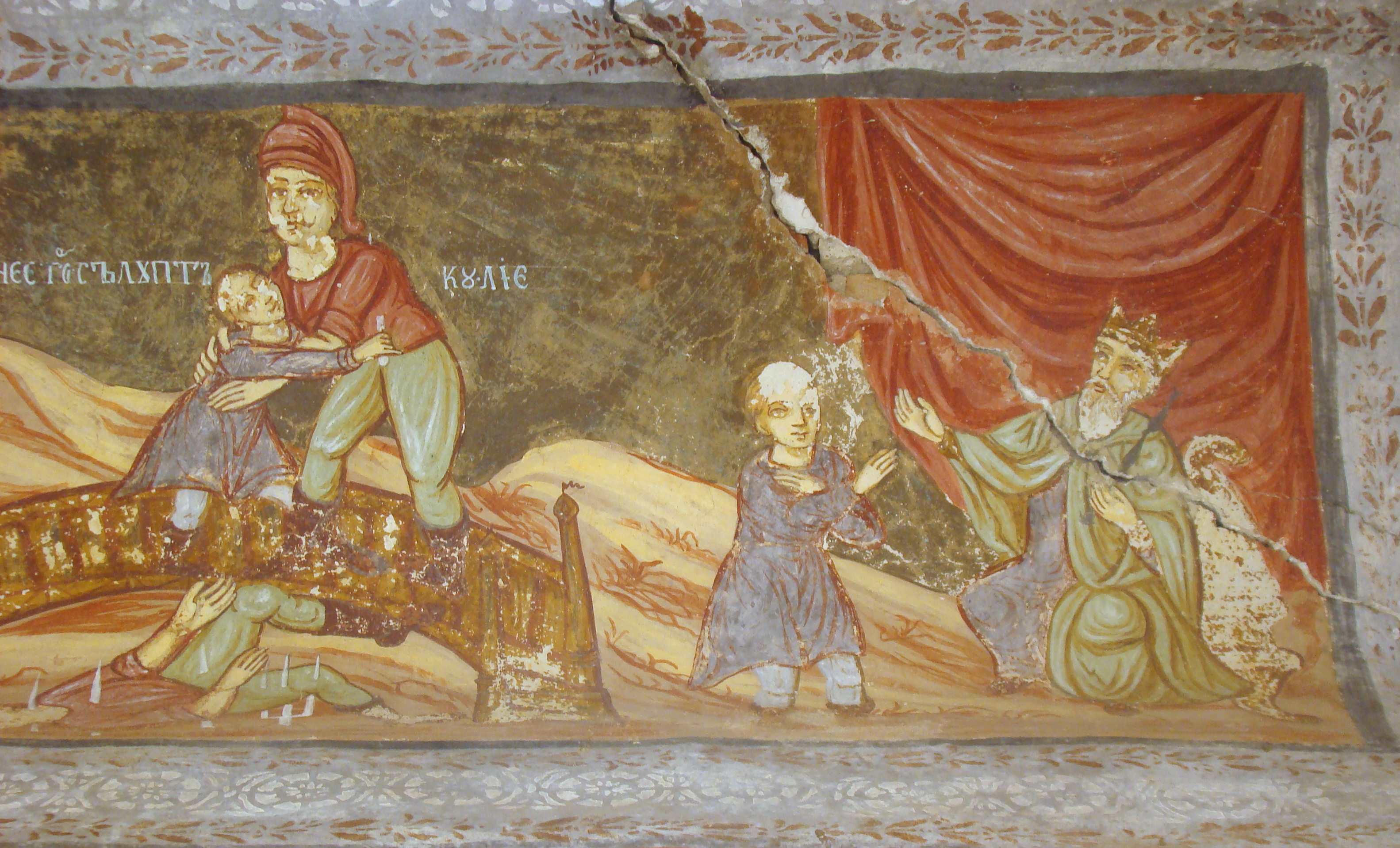
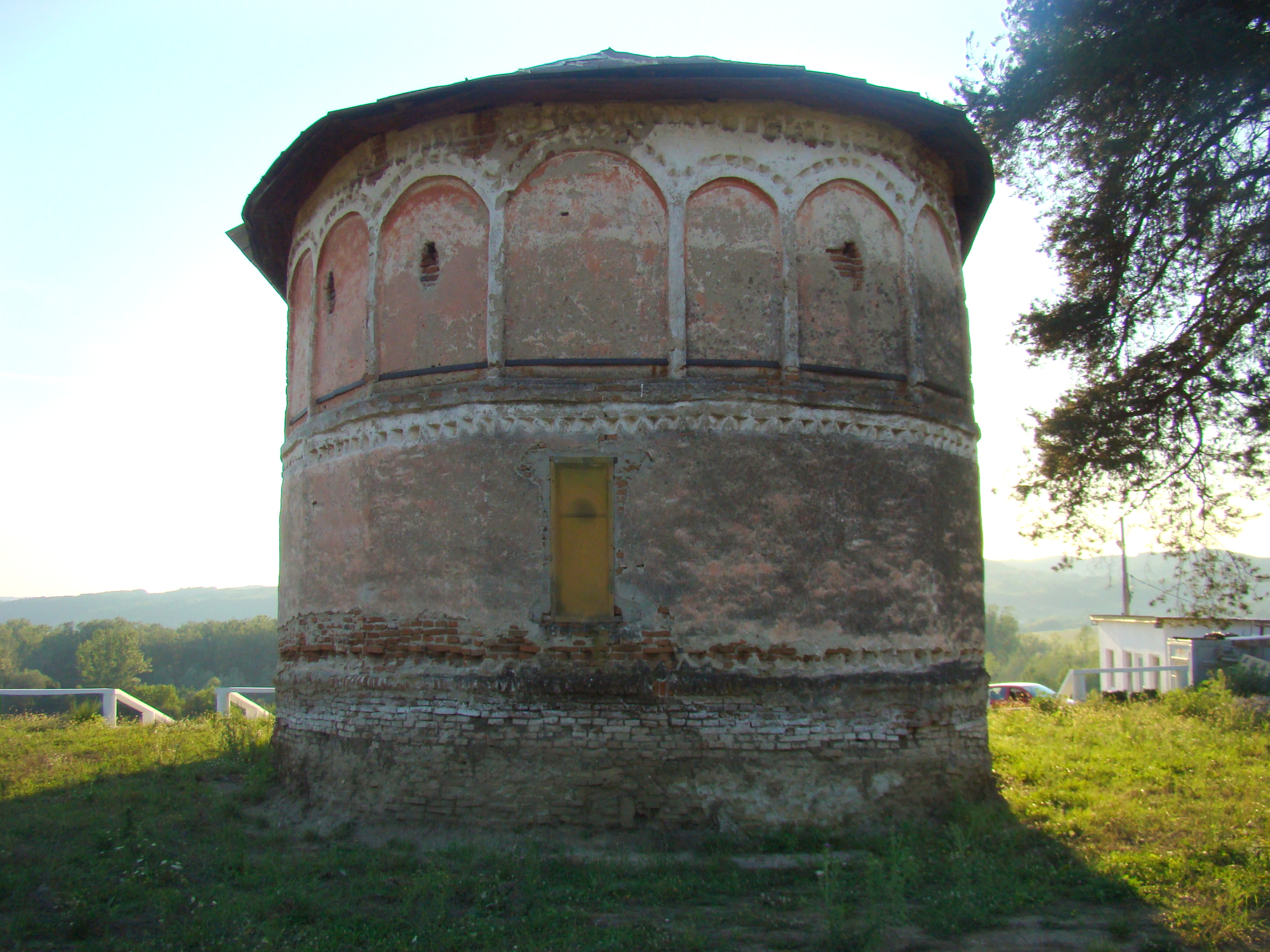
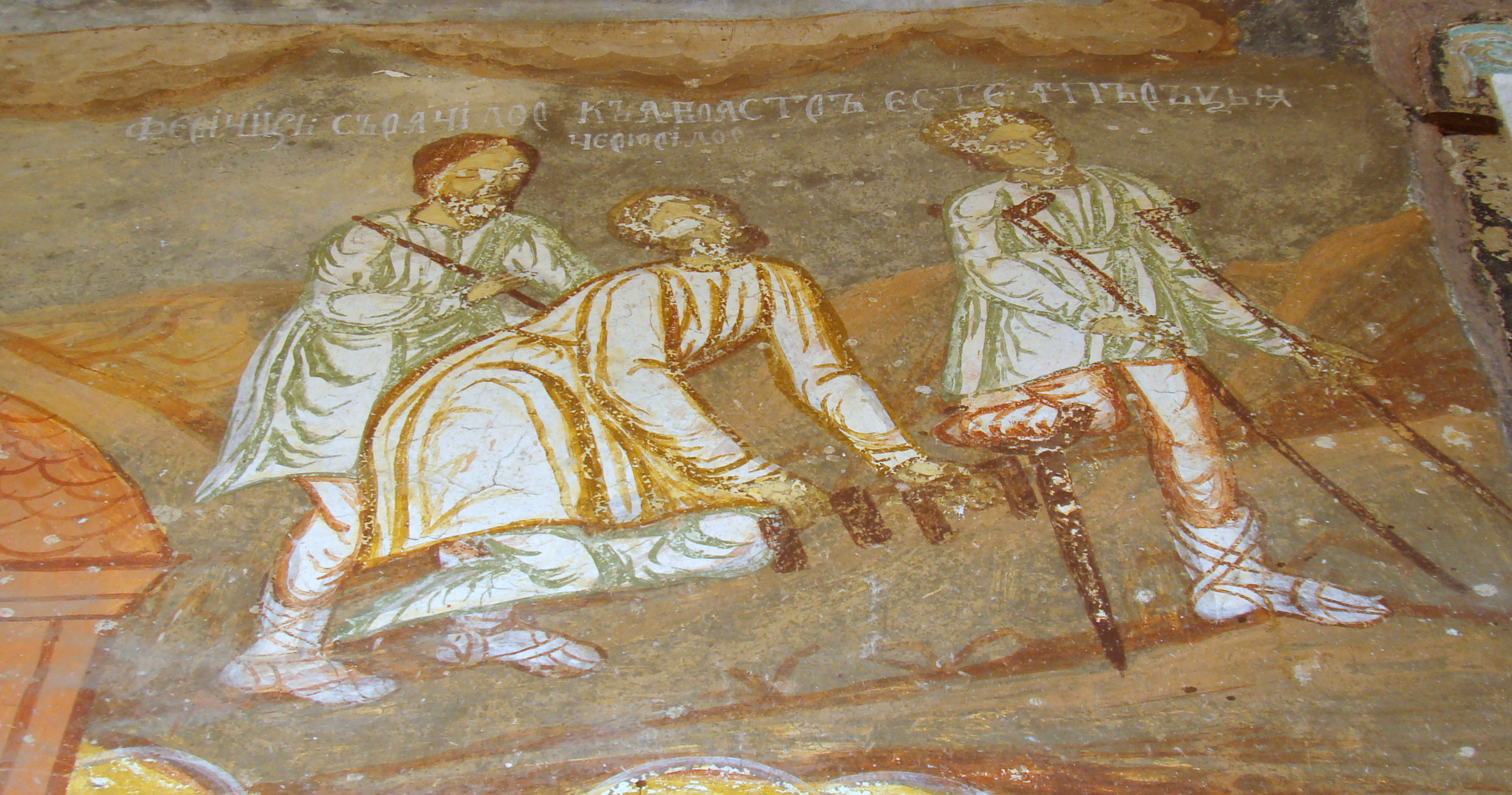
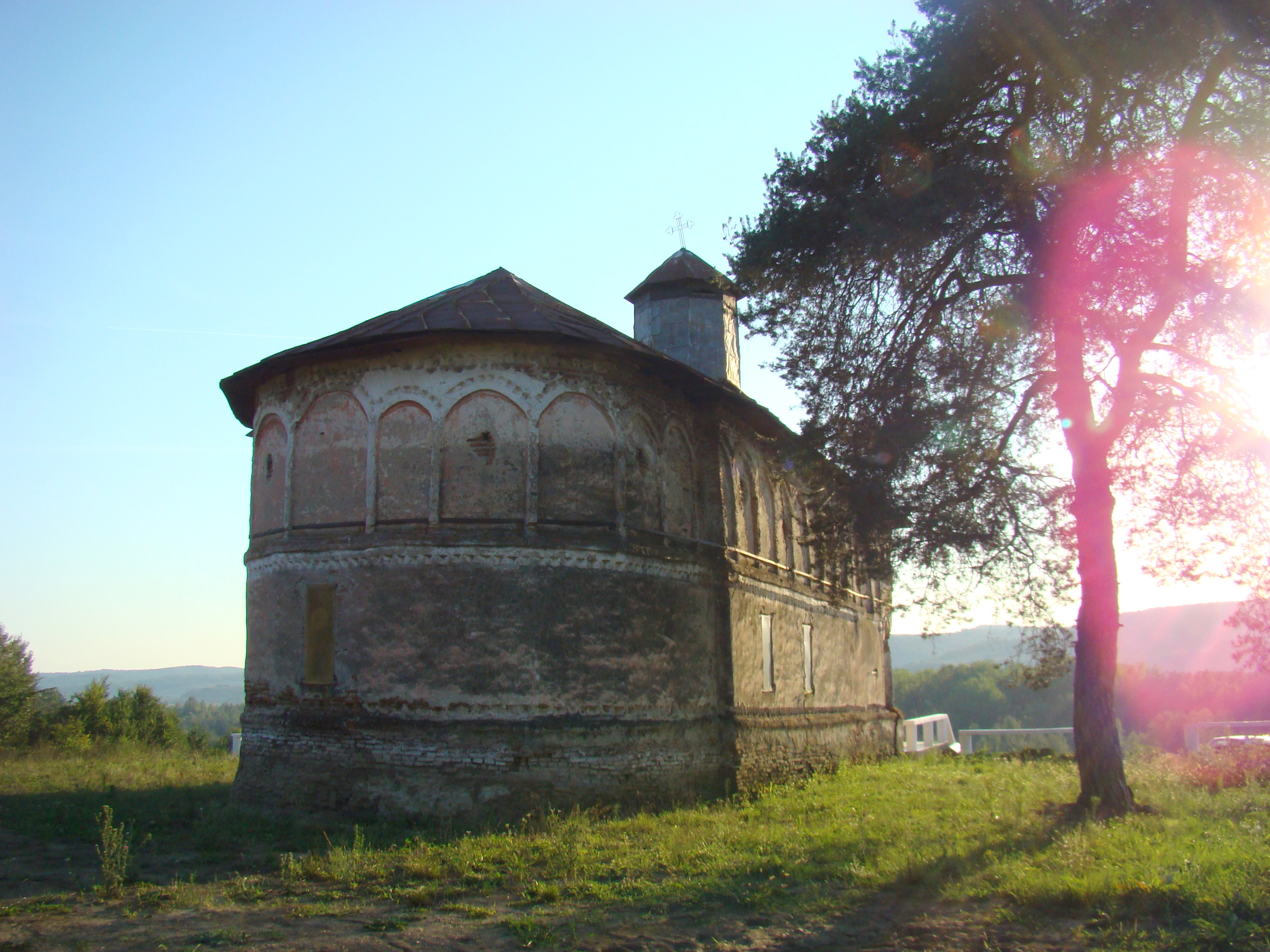
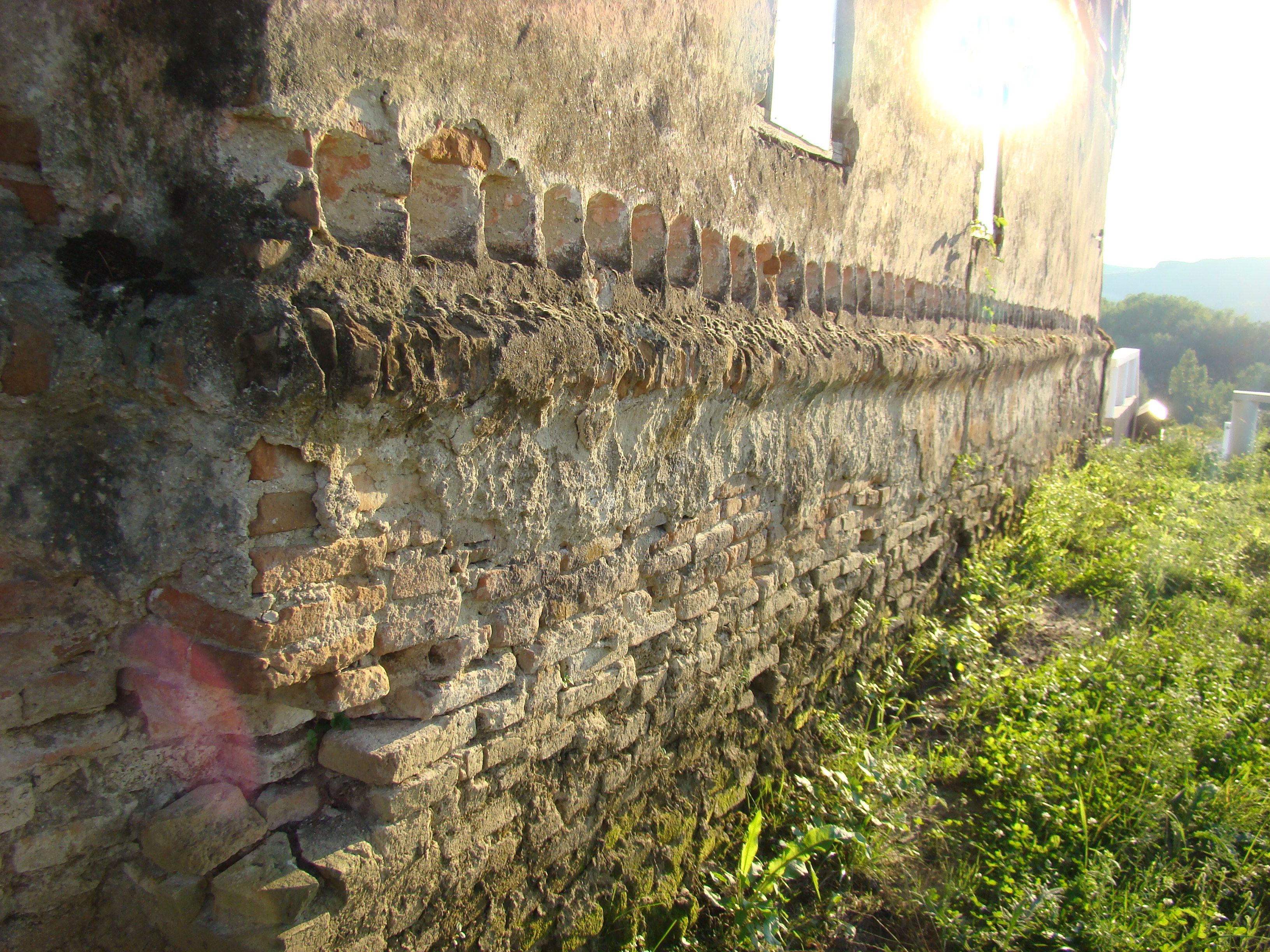